# Військово-морські сили Венесуели
Військово-морські сили Венесуели, Боліваріанські військово-морські сили (ісп. Armada Bolivariana) — один з видів збройних сил Боліваріанської Республіки Венесуела. В основному включають в себе військово-морський флот, морську піхоту, морську авіацію, частини та підрозділи спеціального призначення.

## Структура

### Командування ескадри
Командування ескадри (ісп. Comando de la Escuadra)
- Дивізіон фрегатів (ісп. Escuadrón de Fragatas)[2]

| Тип                                 | Номер вимпелу | Найменування           | У складі флоту | Стан    | Примітки |
| Фрегати                             | Фрегати       | Фрегати                | Фрегати        | Фрегати | Фрегати  |
| ----------------------------------- | ------------- | ---------------------- | -------------- | ------- | -------- |
| фрегат типу «Люпо»                  | F-21          | «Mariscal Sucre»       |                |         |          |
| фрегат типу «Люпо»                  | F-22          | «Almirante Brión»      |                |         |          |
| фрегат типу «Люпо»                  | F-23          | «General Urdaneta»     |                |         |          |
| фрегат типу «Люпо»                  | F-24          | «General Soublette»    |                |         |          |
| фрегат типу «Люпо»                  | F-25          | «General Salóm»        |                |         |          |
| фрегат типу «Люпо»                  | F-26          | «Almirante García»     |                |         |          |
| Сторожові кораблі                   |               |                        |                |         |          |
| сторожовий корабель типу «Гуайкєрі» | PO-11         | «Гуайкєрі» «Guaiqueri» |                | в строю |          |
| сторожовий корабель типу «Гуайкєрі» | PO-12         | «Варао» «Warao»        |                | в строю |          |
| сторожовий корабель типу «Гуайкєрі» | PO-13         | «Йекуана» «Yekuana»    |                | в строю |          |
| сторожовий корабель типу «Гуайкєрі» | PO-14         | Карінья «Kariña»       |                | в строю |          |

- Дивізіон сторожових кораблів (ісп. Escuadrón de Patrulleros)[2]
- Дивізіон підводних човнів (ісп. Escuadrón de Submarinos)[2]

| Тип                           | Номер вимпелу  | Найменування       | У складі флоту | Стан           | Примітки       |
| Підводні човни                | Підводні човни | Підводні човни     | Підводні човни | Підводні човни | Підводні човни |
| ----------------------------- | -------------- | ------------------ | -------------- | -------------- | -------------- |
| підводний човен типу 209/1300 | S-31           | «Сабальо» «Sábalo» |                | в строю        |                |
| підводний човен типу 209/1300 | S-32           | «Карібє» «Caribe»  |                | в строю        |                |

- Дивізіон десантних кораблів (ісп. Escuadrón de Buques Anfíbios)[2]
- Дивізіон кораблів підтримки та обслуговування (ісп. Escuadrón de Buques de Apoyo y Servicio)[2]

### Боліваріанська морська піхота
Боліваріанська морська піхота (ісп. Infantería de Marina Bolivariana)
- 1-а бригада морської піхоти (ісп. 1а Brigada de Infantería de Marina)[3]
- 2-а бригада морської піхоти (ісп. 2а Brigada de Infantería de Marina)[3]
- 3-я бригада морської піхоти (ісп. 3а Brigada de Infantería de Marina)[3]
- 4-а бригада морської піхоти (ісп. 4а Brigada de Infantería de Marina)[3]
- 5-а річкова бригада морської піхоти (ісп. 5a Brigada de Infantería de Marina Fluvial)[3]
- 6-а річкова бригада морської піхоти (ісп. 6a Brigada de Infantería de Marina Fluvial)[3]
- 7-а річкова бригада морської піхоти (ісп. 7a Brigada de Infantería de Marina Fluvial)[3]
- 8-а бригада морських диверсантів-десантників (ісп. 8-a Brigada de Comandos de Mar)[3]
- 9-а бригада морської поліції (ісп. 9a Brigada de Policía Naval)[3]

### Командування морської авіації
Командування морської авіації (ісп. Comando Aviación Naval)
- Вертолітна ескадрилья (англ. Escuadrón de Helicópteros)[4]
- Ескадрилья тактичної підтримки (англ. Escuadrón de Apoyo Táctico)[4]
- Патрульна ескадрилья (англ. Escuadrón de Patrullaje)[4]
- Транспортна ескадрилья (ісп. Escuadrón de Transporte)[4]
- Навчальна ескадрилья (ісп. Escuadrón de Adiestramiento)[4]

### Командування берегової охорони
Командування берегової охорони (ісп. Comando de Guardacostas)

## Прапори

Військово-морський прапор
Гюйс

## Знаки розрізнення

### Офіцери
| Категорії               | Офіцери | Офіцери | Офіцери | Офіцери | Офіцери | Офіцери | Офіцери | Офіцери | Офіцери |
| ----------------------- | ------- | ------- | ------- | ------- | ------- | ------- | ------- | ------- | ------- |
| Нарукавний знак         |         |         |         |         |         |         |         |         |         |
| Венесеульське звання    |         |         |         |         |         |         |         |         |         |
| Український відповідник |         |         |         |         |         |         |         |         |         |

### Підофіцери і матроси
| Категорії               | Підофіцери | Підофіцери | Підофіцери | Підофіцери | Підофіцери | Матроси | Матроси |
| ----------------------- | ---------- | ---------- | ---------- | ---------- | ---------- | ------- | ------- |
| Нарукавний знак         |            |            |            |            |            |         |         |
| Венесуельське звання    |            |            |            |            |            |         |         |
| Український відповідник |            |            |            |            |            |         |         |